# Stavîske, Kozeleț
Stavîske (în ucraineană Ставиське) este localitatea de reședință a comunei Stavîske din raionul Kozeleț, regiunea Cernihiv, Ucraina.

## Demografie
Componența lingvistică a localității Stavîske
     Ucraineană (99,38%)
     Alte limbi (0,41%)
Conform recensământului din 2001, majoritatea populației localității Stavîske era vorbitoare de ucraineană (99,38%), existând în minoritate și vorbitori de alte limbi.